# Jade (personnage)
Pour les articles homonymes, voir Jade (homonymie).
Jade est un personnage fictif de la série de jeu de combat Mortal Kombat. Jade apparaît tout d'abord en 1993 dans Mortal Kombat II en tant que personnage secret non jouable, puis officiellement jouable en 1995 dans Ultimate Mortal Kombat 3. Elle sera absente de la série après Mortal Kombat Trilogy durant trois épisodes et revient en 2004 avec l'épisode Mortal Kombat: Mystification.

## Apparitions
Dans Mortal Kombat II (1993), Jade est un mystérieux personnage secret qui ne joue aucun rôle dans l'histoire du jeu, si ce n'est d'apparaître au début des combats au hasard pour donner des indices énigmatiques sur la façon d'y accéder. Jade apparaît cachée derrière un arbre dans l'arène « Living Forest », où l'on peut également y apercevoir Smoke, un autre personnage secret. Pour y parvenir, les joueurs doivent alors répondre à des exigences particulières durant le jeu pour combattre Jade dans un combat secret dans l'arène « Goro's Lair », provenant du premier Mortal Kombat. Bien qu'elle s'identifie dans l'un des indices, son nom n'est pas inscrit dans sa barre d'énergie dans la version arcade du jeu mais a été inclus dans les versions consoles.
Jade marque ses premiers débuts officiels dans Ultimate Mortal Kombat 3, dans lequel son histoire s'est développée. Elle sert comme l'un des assassins d'élite de l'empereur d'Outworld Shao Kahn aux côtés de Kitana, mais après que Kitana se soit réfugiée à Earthrealm après avoir été jugée pour avoir tué Mileena, Kahn ordonne à Jade de lui ramener Kitana en vie, ce qui l'oblige à choisir entre désobéir à son supérieur ou trahir son amie proche. Kahn envoie Reptile avec Jade comme assurance, lui ordonnant d'arrêter Kitana par tous les moyens nécessaires,.
Jade revient en tant que personnage jouable en 2004 dans Mortal Kombat: Mystification, où dans l'histoire Jade est témoin de la mort des combattants choisis par Kitana et Raiden aux mains de l'Alliance mortelle (Shang Tsung et Quan Chi) et de leur résurrection subséquente par le personnage principal du jeu, le roi Dragon Onaga. Jade est forcée d'emprisonner Kitana dans le donjon du palais édénien avant de libérer Sindel et de s'enfuir avec elle dans l'Autre Monde (Outworld), tout en cherchant à se venger de Tanya, qui avait fait alliance avec Onaga,.

## Conception
Jade apparaît la première fois dans Mortal Kombat II en tant que personnage secret où elle emprunte le vert comme palette swap, une technique souvent utilisée par les développeurs dans les premiers jeux Mortal Kombat. La capture de mouvement est réalisée par Katalin Zamiar, qui a d'abord servi de modèle pour le personnage de Kitana (qui a également abouti sur Mileena), faisant de Jade le troisième personnage féminin ninja de la série. En raison de problèmes juridiques avec la société Midway Games, Katalin Zamiar n'est plus sollicitée et est remplacée dans Ultimate Mortal Kombat 3 par Becky Gable, qui reprend par conséquent les trois personnages,. Pour la mise à jour de Mortal Kombat 3, l'équipe de développement procure à Jade un bâton comme arme pour la démarquer encore plus de Kitana et Mileena,.
Tout comme Kitana et Mileena (ainsi que leurs homologues ninjas masculins), Jade a beaucoup évolué au fil du temps, recevant de nouveaux designs et autres caractéristiques distinctes. John Vogel, qui s'occupe du scénario et des animations de Mortal Kombat: Mystification, déclare avoir adopté pour Jade, une version du personnage s'approchant plus du type ninja furtif. Ajoutant que c'est elle qui se faufile, qui s'informe et qui mène des activités secrètes. Pour Mortal Kombat X, dont Jade était initialement exclue, ses attaques spéciales ont été données à Kitana pour sa variation de gameplay « Mournful » (variation « Mélancolique » dans la version française).

## Style de combat
Dans Mortal Kombat II, Jade se sert des éventails de Kitana comme armes, elle est relativement rapide et ne craint pas les attaques projectiles. Dans Ultimate Mortal Kombat 3 où elle apparaît en tant que personnage jouable, elle a pour arme un bâton Bō magique en acier, qui est aussi utilisée dans ses fatalités, essentiellement pour empaler ses adversaires. Ses attaques projectiles dans le jeu est un boomerang à trois griffes, les joueurs peuvent tirer dans trois directions différentes vers l'avant grâce à différentes combinaisons. Son attaque propulsive, un coup de pied qui la voit enveloppée d'une lueur verte fumante, est une variante du Shadow Kick de Johnny Cage.
Les mouvements de Jade, ainsi que ceux de Mileena et Kitana, ont été utilisés dans Mortal Kombat Trilogy pour créer le personnage composite caché Khameleon dans la version Nintendo 64. Khameleon est doté aléatoirement des mouvements de ces trois personnages. La couleur affichée sur son nom dans la barre de vie était l'indice pour savoir de qui le personnage empruntait les coups (vert pour Jade, bleu pour Kitana et violet pour Mileena).